# Lol Crawley
Pour les articles homonymes, voir Crawley et Crawley (homonymie).
Laurie « Lol » Crawley BSC, né le 2 novembre 1974 à Shrewsbury (Angleterre), est un directeur de la photographie britannique.
Il est connu pour ses collaborations avec le réalisateur Brady Corbet sur des films tels que L'Enfance d'un chef (2015), Vox Lux (2018) et The Brutalist (2024), qui lui ont valu le BAFTA et l'Oscar de la meilleure photographie.
Ses autres œuvres incluent également Ballast (2008), We Are Four Lions (2010), 45 Ans (2015), The Humans (2020) et White Noise (2022) ainsi que la série BBC Two The Crimson Petal and the White (en) (2011) et les séries Netflix The OA (2016) et Black Mirror (2017).

## Biographie

### Vie personnelle
Lol Crawley naît à Shrewsbury, dans le Shropshire, et grandit à Llansantffraid-ym-Mechain, au pays de Galles, avec ses parents et ses deux sœurs aînées, dont l'une est l'écrivaine et historienne Fay Bound Alberti. Il fréquente Ysgol Llanfyllin et Oswestry College et a obtenu un diplôme national BTEC en études audiovisuelles au North East Wales Institute, avant d'étudier à l'Université de Northumbria, où il obtient un BA Hons.
Il est considéré comme une source d'inspiration pour les élèves d'Ysgol Llanfyllin, le directeur actuel, Dewi Owen, cité dans le Borders Counties Advertizer comme disant :
Le parcours de Lol, d'élève à Ysgol Llanfyllin à cinéaste de renommée internationale, est une source d'inspiration pour nos élèves et la communauté au sens large. Son succès met en lumière l'incroyable potentiel des jeunes de notre école et de notre région pour s'épanouir dans les industries créatives et au-delà.
Dans les années 1990, Crawley fréquente l'université de Northumbria pour étudier la production cinématographique et médiatique,.

### Carrière
En 2013, Crawley Lol tourne Mandela : Un long chemin vers la liberté, qui est présenté au Festival international du film de Toronto et attire l'attention de la critique pour sa cinématographie. Crawley est intronisé à la British Society of Cinematographers. Il reçoit deux prix de cinématographie dans des festivals de cinéma et est également nommé pour quatre Independent Spirit Awards.
En 2025, Lol Crawley remporte le prix de la meilleure photographie aux 97e Oscars et aux 68e British Academy Film Awards pour son travail dans le film The Brutalist. Le film lui vaut également de nombreux autres prix et nominations lors d'autres événements, tels que le prix Robby Müller et celui de la meilleure photographie de la British Society of Cinematographers,.

## Réception
En 2016, The Playlist dresse le portrait de Lol Crawley dans la catégorie « cinéastes en devenir », déclarant : « Le directeur de la photographie britannique Lol Crawley n'est pas un nouveau venu ; il réalise un travail remarquablement impressionnant dans les longs métrages depuis près de dix ans. Mais récemment, il est passé du statut de directeur de la photographie extraordinairement impressionnant à celui de l'un des meilleurs au monde ».

## Filmographie

### Cinéma
| Année | Titre                                                                     | Réalisateur                     | Remarques                                  | Réf.   |
| ----- | ------------------------------------------------------------------------- | ------------------------------- | ------------------------------------------ | ------ |
| 2008  | Ballast                                                                   | Lance Hammer                    |                                            | ,      |
| 2008  | Better Things                                                             | Duane Hopkins                   |                                            |        |
| 2009  | Wasted                                                                    | Stuart Davids Caroline Paterson |                                            |        |
| 2009  | We Are Four Lions                                                         | Chris Morris                    |                                            | [ 9 ]  |
| 2010  | Donkeys                                                                   | Morag McKinnon                  |                                            |        |
| 2011  | On the Ice                                                                | Andrew Okpeaha MacLean          |                                            |        |
| 2011  | Here                                                                      | Braden King                     |                                            |        |
| 2012  | Week-end royal (Hyde Park on Hudson)                                      | Roger Michell                   |                                            | ,      |
| 2013  | Mandela : Un long chemin vers la liberté ('Mandela: Long Walk to Freedom) | Justin Chadwick                 |                                            | ,      |
| 2015  | 45 Ans                                                                    | Andrew Haigh                    |                                            | [ 14 ] |
| 2015  | L'Enfance d'un chef (The Childhood of a Leader)                           | Brady Corbet                    |                                            |        |
| 2018  | Vox Lux                                                                   | Brady Corbet                    |                                            |        |
| 2019  | Dau                                                                       | Ilia Khrjanovski                | avec Manuel Alberto Claro et Jürgen Jürges |        |
| 2020  | Le Jardin secret (The Secret Garden)                                      | Marc Munden                     |                                            |        |
| 2020  | Le Diable, tout le temps (The Devil All the Time)                         | Antonio Campos                  |                                            |        |
| 2021  | The Humans                                                                | Stephen Karam                   |                                            |        |
| 2022  | White Noise                                                               | Noah Baumbach                   |                                            |        |
| 2024  | The Brutalist                                                             | Brady Corbet                    |                                            | [ 15 ] |
| 2025  | DreamQuil                                                                 | Alex Prager                     |                                            |        |

### Documentaires
| Année | Titre                                             | Réalisateur   | Remarques                                         |
| ----- | ------------------------------------------------- | ------------- | ------------------------------------------------- |
| 2010  | One Night in Turin (en)                           | James Erskine |                                                   |
| 2011  | From the Ashes (en)                               | James Erskine | Avec Joel Devlin et Richard Malins                |
| 2015  | The Reflektor Tapes (en)                          | Khalil Joseph | Avec Autumn Durald Arkapaw et Malik Hassan Sayeed |
| 2021  | Shadow Kingdom: The Early Songs of Bob Dylan (en) | Alma Har'el   | Film de concert                                   |

### Télévision

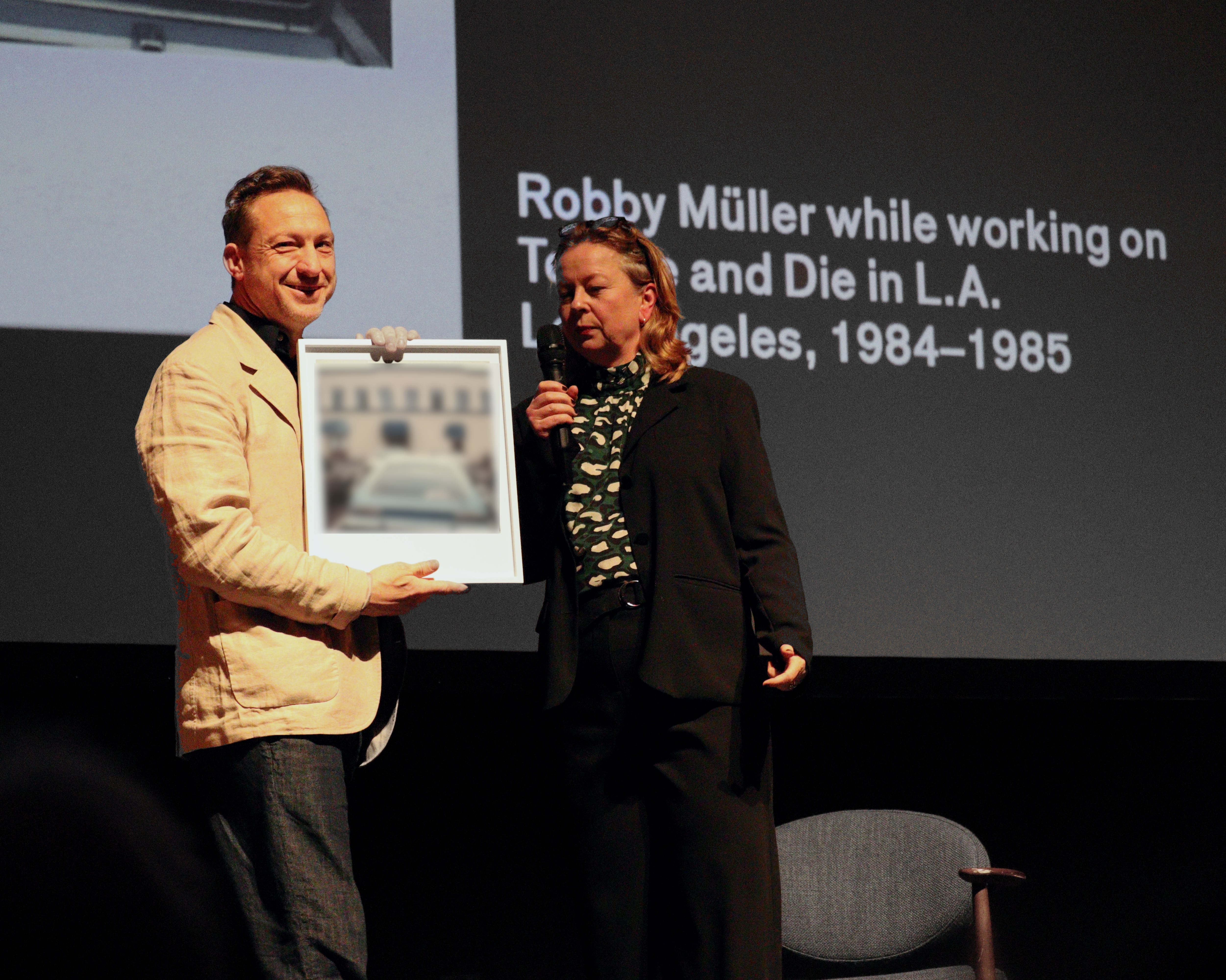
Crawley reçoit le prix Robby Müller à l'IFFR 2025

| Année | Titre                                | Réalisateur             | Remarques                        | Réf.   |
| ----- | ------------------------------------ | ----------------------- | -------------------------------- | ------ |
| 2003  | Reps                                 | Andy Ross               |                                  |        |
| 2007  | Where There's a Will                 | Daniel Elliott          | Série documentaire               |        |
| 2011  | The Crimson Petal and the White (en) | Marc Munden             | Mini-série                       |        |
| 2012  | Murder (en)                          | Birger Larsen           | Épisode : « Entreprise commune » |        |
| 2014  | Turn                                 | Rupert Wyatt            | Épisode : « Pilote »             |        |
| 2014  | Utopia                               | Marc Munden Sam Donovan | Saison 2                         | [ 16 ] |
| 2016  | The OA                               | Zal Batmanglij          | Saison 1                         |        |
| 2017  | Black Mirror                         | John Hillcoat           | Épisode : « Crocodile »          |        |

## Récompenses et distinctions
| Année | Association                                 | Catégorie                                 | Titre                    | Résultat   | Ref.   |
| ----- | ------------------------------------------- | ----------------------------------------- | ------------------------ | ---------- | ------ |
| 2008  | Sundance Film Festival                      | Excellence in Cinematography              | Ballast                  | Lauréat    | ,      |
| 2009  | Independent Spirit Awards                   | Meilleure photographie                    | Ballast                  | Nomination | [ 17 ] |
| 2010  | UK Music Video Awards                       | Meilleure photographie                    | Plan B - "Stay Too Long" | Lauréat    | [ 18 ] |
| 2010  | Design and Art Direction Awards             | Meilleure photographie                    | Plan B - "Stay Too Long" | Nomination | [ 18 ] |
| 2011  | Woodstock Film Festival                     | Meilleure photographie                    | On the Ice               | Lauréat    | [ 19 ] |
| 2013  | Independent Spirit Awards                   | Meilleure photographie                    | Here                     | Nomination |        |
| 2014  | Royal Television Society                    | Photography - Drama                       | Utopia                   | Lauréat    | [ 16 ] |
| 2017  | Independent Spirit Awards                   | Meilleure photographie                    | L'Enfance d'un chef      | Nomination |        |
| 2022  | Independent Spirit Awards                   | Meilleure photographie                    | The Humans               | Nomination |        |
| 2025  | Festival international du film de Rotterdam | Robby Müller Award                        | Robby Müller Award       | Lauréat    | [ 4 ]  |
| 2025  | Oscars du cinéma                            | Meilleure photographie                    | The Brutalist            | Lauréat    | [ 2 ]  |
| 2025  | American Society of Cinematographers        | Outstanding Achievement in Cinematography | The Brutalist            | Nomination |        |
| 2025  | BAFTA Awards                                | Meilleure photographie                    | The Brutalist            | Lauréat    | [ 2 ]  |
| 2025  | British Society of Cinematographers         | Meilleure photographie                    | The Brutalist            | Lauréat    | [ 5 ]  |
| 2025  | Critics' Choice Movie Awards                | Meilleure photographie                    | The Brutalist            | Nomination |        |

- Lol Crawley : Récompenses, sur l'Internet Movie Database